# Alessandro Mendini

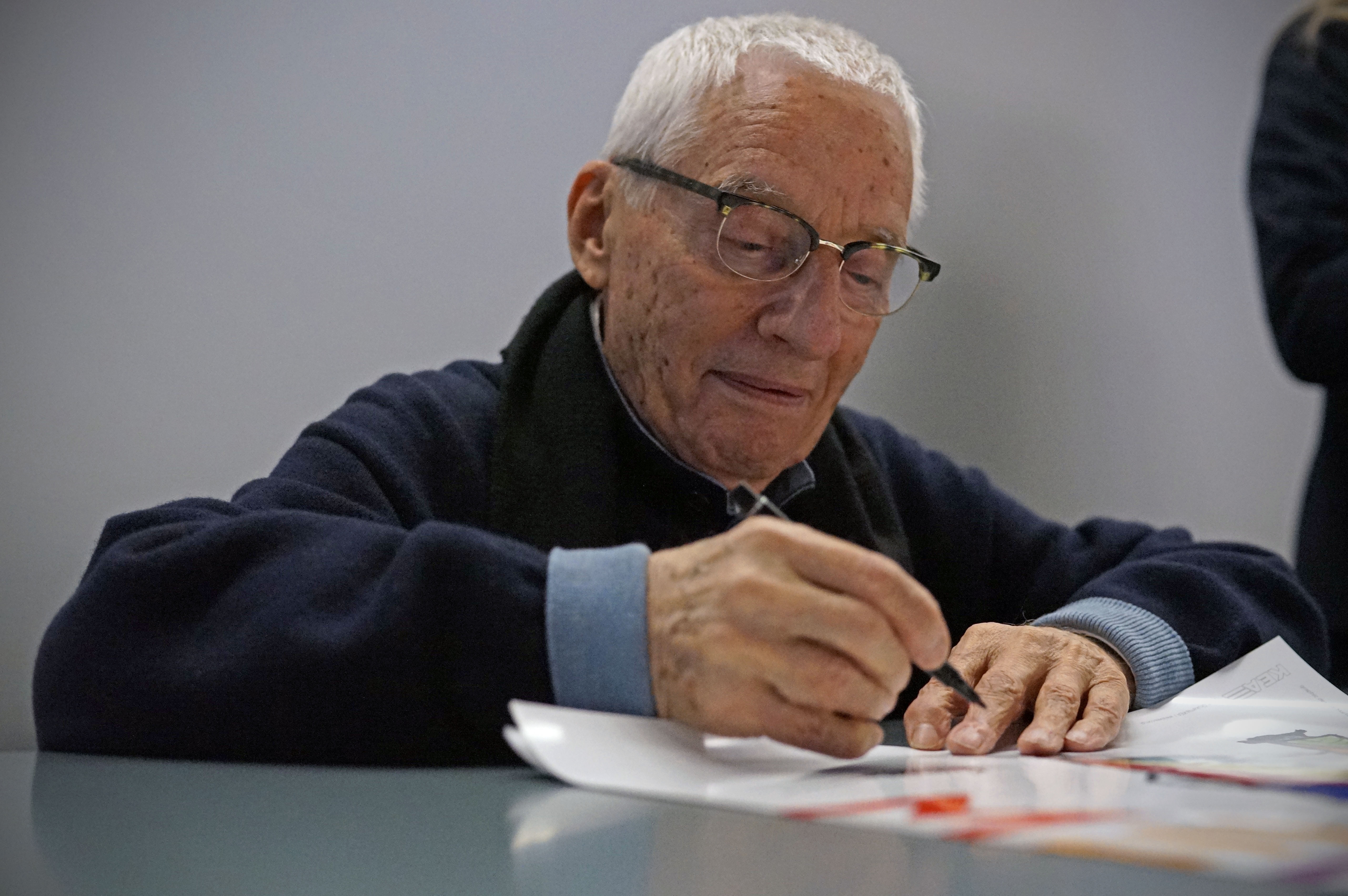
Alessandro Mendini

Alessandro Mendini (* 16. August 1931 in Mailand; † 18. Februar 2019 ebenda) war ein italienischer Designer und Architekt. Er spielte eine wichtige Rolle in der Entwicklung des Designs in Italien und war neben seiner künstlerischen Karriere als Chefredakteur bzw. Herausgeber der Zeitschriften Casabella, Modo und Domus tätig.

## Leben
Alessandro Mendini studierte Architektur am Polytechnikum Mailand und graduierte 1959. Anschließend arbeitete er mit dem Architekturbüro Nizzoli Associati zusammen. In den siebziger Jahren war er eine der wichtigsten Persönlichkeiten der Protestbewegung des „Radical Design“. 1973 war er Gründungsmitglied der Gruppe Global Tools, 1979 schloss er sich dem Studio Alchimia an. Dort kam es zur Zusammenarbeit mit Ettore Sottsass, Andrea Branzi, Michele De Lucchi, Robert & Trix Haussmann und anderen. 1982 war er Mitbegründer der ersten postgradualen Designschule, der Domus Academy in Mailand. 1989 gründete Mendini zusammen mit seinem Bruder Francesco (* 1939) das Studio Mendini.
Mendini war Chefredakteur der Architekturzeitschrift Casabella (1970–76) und von Modo (1977–81) sowie Herausgeber des Magazins Domus (1979–85; 2010–11). 1988 gründete er das Magazin Ollo.

## Wirken

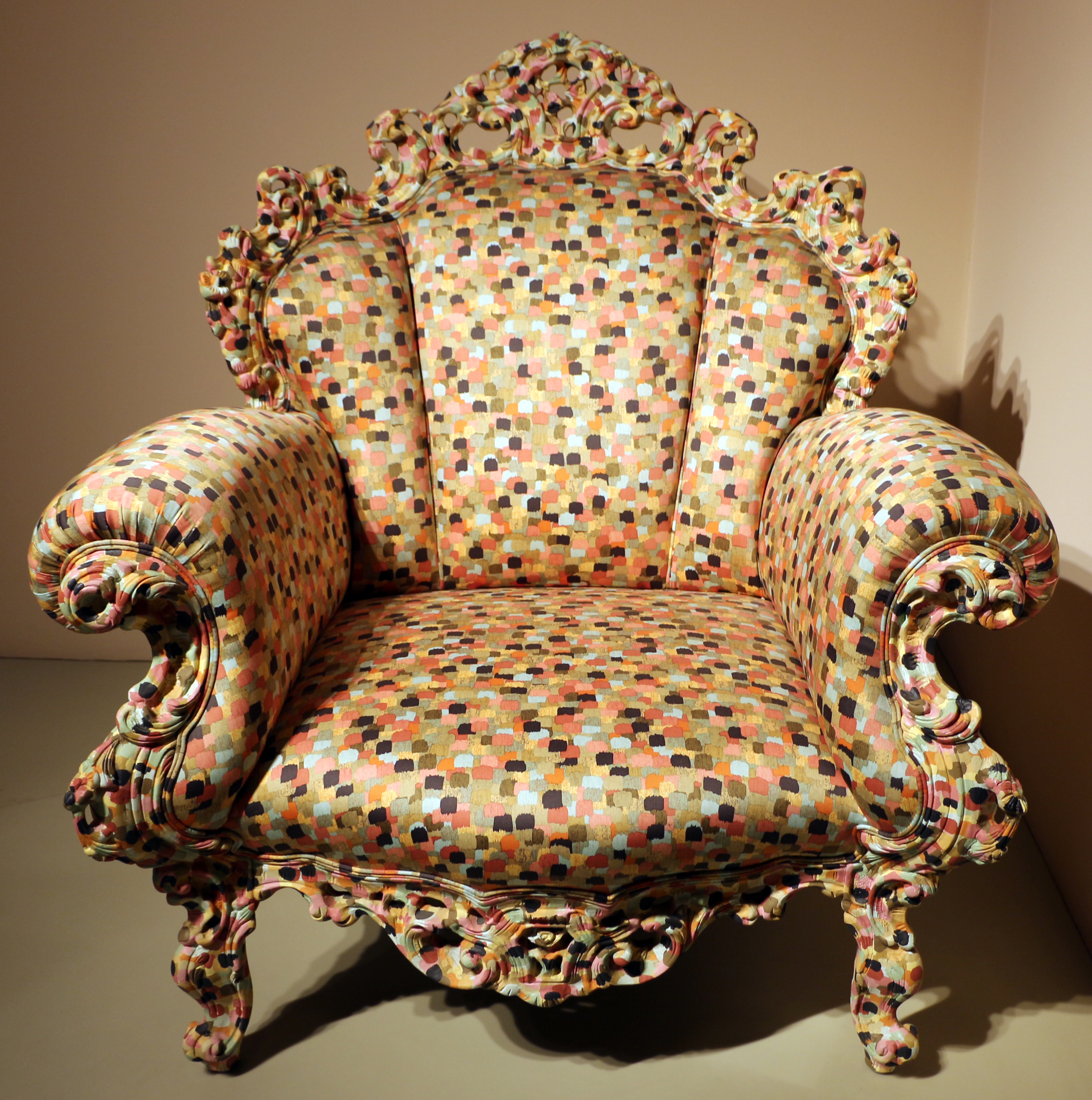
Sessel Proust (1978), Neuauflage 2003

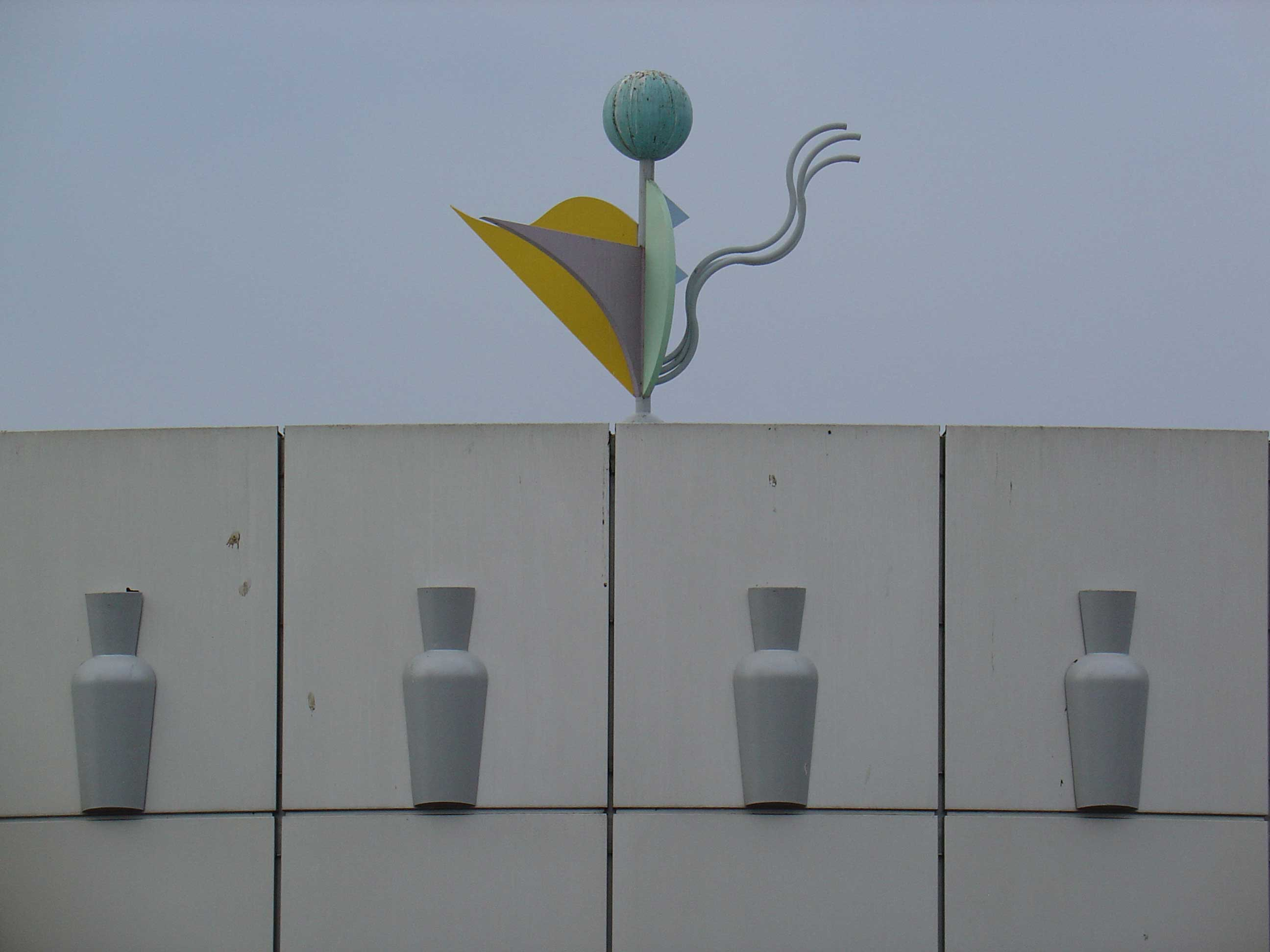
Groninger Museum (1994)

Mendini war Trendsetter seiner Zeit, und seine Arbeit versuchte Kunst, Architektur und Design miteinander zu verbinden. Zusammen mit anderen italienischen Designern entwickelte er das sogenannte „Banal Design“, das Alltagsobjekte durch Hinzufügen von Farbe, Mustern und kleinen Formen neu interpretierte. Mendini nannte diesen Vorgang Re-Design.
Um 1978 konzentrierte er sich auf das Re-Design von Sitzmöbeln. Ausgangsmaterial waren Klassiker wie der Sessel Wassily von Marcel Breuer, der 699 Superleggera von Gio Ponti oder der Thonet-Stuhl, darüber hinaus billige Gebrauchtmöbel vergangener Jahrzehnte oder historisierende Stücke unbekannter Herkunft, woraus das Sofa Kandissi und der bekannte Sessel Proust (Basis im Louis-Seize-Stil) entstanden.
Im Studio Mendini entstand nach einem Auftrag von Frans Haks ab 1988 das Konzept für das niederländische Groninger Museum in interner Zusammenarbeit mit Alchimia und den externen Büros von Philippe Starck, Frank Stella und Michele De Lucchi (fertiggestellt 1994). 1989 wurde der Paradiesturm (torre paradiso) für Hiroshima geplant und ausgeführt. Insbesondere das Groninger Museum wird eine der wunderbarsten modernen Architekturen der zweiten Hälfte des 20. Jahrhunderts genannt und wurde gewählt zu einer der „1001 Architekturen, die man vor seinem Tod sehen soll“. Bei seinen Werken legte Mendini stets großen Wert auf Teamarbeit. Die Realisierung der Projekte erfolgte oft in Kooperation mit Gastarchitekten.
Als Massenprodukte bekannt geworden sind die für den italienischen Haushaltswarenhersteller Alessi entworfenen Korkenzieher Anna G. (benannt nach der Künstlerin und Designerin Anna Gili, mit der Mendini liiert war) und Alessandro M., sowie das Kellnerbesteck Parrot. Ab 1979 war Mendini Image- und Designberater von Alessi. In freundschaftlichem Verhältnis verbunden zu Alberto Alessi, der den Familienbetrieb seit 1970 leitete, entstanden, teils noch in Zusammenarbeit mit Alchimia, zahlreiche Projekte für Alessi, von denen das Privathaus Alessis in Omegna am Ortasee (Casa della Felicità 1983) und das Kunst- und Industriemuseum Forum Omegna (1996) die bedeutendsten sind.

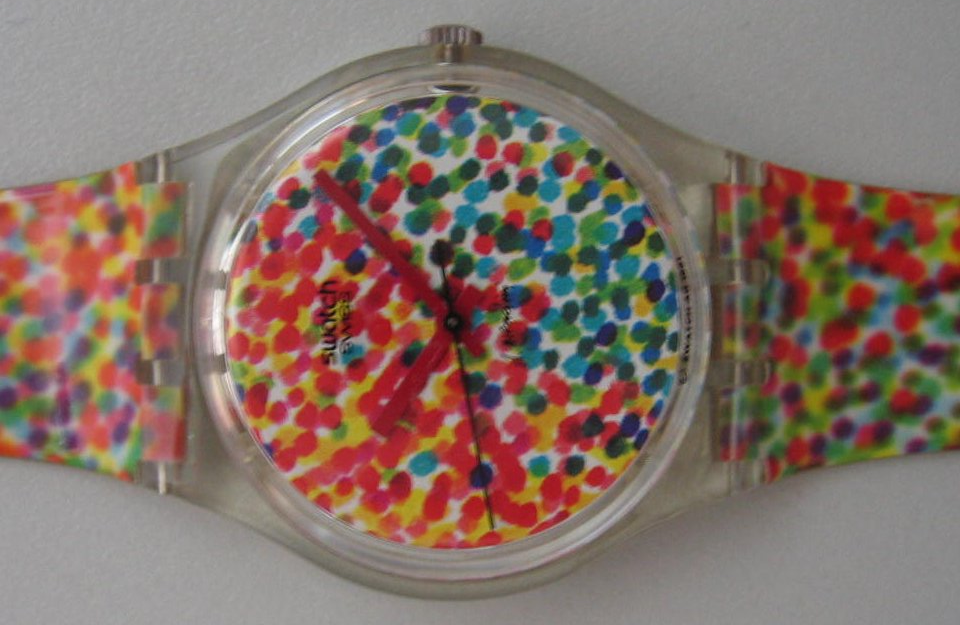
Swatch-Armbanduhr Lots of Dots

Mendini schuf Möbel für Zanotta und Cappellini (Archetto, ein Schrank in Form eines Bogens), Tapeten für Rasch (die Künstlertapeten Colonna und Luna), Laminate für Abet Laminati, Fliesen für Bisazza und Türdrücker für FSB. Darüber hinaus war er tätig für Driade, Mamoli (Bad-Armaturserie Euclide), Fiat, Glas Italia (Spiegel Specchio di Proust und Onda), Koziol (Tasche XL, in Kooperation mit Maria-Christina Hamel, 2007), Lucente (Leuchte Remember), Poltrona Frau, Riva (Kinderzimmermöbel Unicorno), Ritzenhoff (Milchglas, 1992), Up & Up (Tische Liberia und Templetto Alto), Valucine (Küche Artematica Curva), Venini (Vase Berito, 1988; Vase Soldato di Vetro, 2001), Vitra (Sessel und Sofa Maracata, 1988) und Zabro.
Anfang der 1990er Jahre projektierte er verschiedene Showrooms für Swatch und entwickelte einige Uhrendesigns, darunter das „2. Clubspecial Lots of Dots“, das in eindrücklicher Art seine Interpretation des Stils des Pointillismus widerspiegelt.
Seine Arbeiten sind in zahlreichen Museen und privaten Sammlungen in der ganzen Welt zu finden. Als Beispiel kann die Schreibtischlampe Amuleto genannt werden, die Mendini im Jahr 2010 für die Firma Ramun entwarf und die in die Neue Sammlung der Pinakothek der Moderne in München aufgenommen wurde.

## Auszeichnungen
Alessandro Mendini erhielt zahlreiche internationale Auszeichnungen, so den italienischen Industriedesign-Preis Compasso d’Oro im Jahr 1979; im Jahr 1981 zusammen mit dem Studio Alchimia und 2014 für sein Lebenswerk. Von der École normale supérieure Paris-Saclay (ENS Paris-Saclay) wurde er 2011 zum Ehrendoktor ernannt. 2014 erhielt er den renommierten European Prize for Architecture des Chicago Athenaeum und des „European Centre for Architecture Art Design and Urban Sudies“ 2017 wählte ihn die Redaktion der Zeitschrift Architektur & Wohnen zum A&W Designer des Jahres. Er war Inhaber eines Ehrentitels der „Architectural League of New York“, eines „Chevalier des Arts et des Lettres“ der Republik Frankreich, Ehrendoktor des Mailänder Polytechnikums und Ehrenbürger der Stadt Gwangju in Korea.

## Projekte (Auswahl)
- Das Haus des Unternehmers Alberto Alessi am Ortasee 1983
- Die Torre civica in Gibellina Nuova 1987[12]
- Das Groninger Museum 1988–1994
- Die Torre Paradiso in Hiroshima 1989
- Die Straßenbahnhaltestelle Steintor bei BUSSTOPS in Hannover 1994
- Die Neugestaltung der Fassade des Casino Arosa in Arosa 1996
- Das Forum di Omegna, ein multifunktionaler Park mit Museum 1996[13]
- Die Schule für Mosaikkunst in Spilimbergo, Friaul 1997
- Die Umgestaltung des „Teatro Comunale della Bicchieraia“ (heute „Teatro Comunale Pietro Aretino“) in Arezzo 1998
- Großer Schalterraum der Volksbank Stuttgart, Mosaik 1999
- Die Renovierung des historischen „Parco della Villa Communale“ in Neapel 1999
- Die U-Bahn-Station und Platzgestaltung Salvator Rosa in Neapel 2000
- Die U-Bahn-Station Materdei in Neapel 2003
- Die Galleria Mendini in der Tumringerstraße in Lörrach 2004
- Das Schwimmbad Bruno Bianchi in Triest 2004[14]
- Das Medienzentrum der Verlagsgesellschaft Madsack im Steintorviertel von Hannover 2007
- Die U-Bahn-Station Universität in Neapel (mit Karim Rashid) 2010
- Der Aussichtsturm für den Park von Suncheon, Korea 2017